# RV Roger Revelle (AGOR-24)
Le N/R Roger Revelle est un navire de recherche auxiliaire polyvalent (AGOR) exploité par l'Institut d'océanographie Scripps situé à La Jolla (Californie) en vertu d’un contrat d’affrètement conclu avec l’Office of Naval Research dans le cadre de la flotte UNOLS (University-National Oceanographic Laboratory System).
Il porte le nom du scientifique Roger Randall Dougan Revelle (1909-1991).

## Construction dans le Mississippi
Roger Revelle a été construit par Halter Marine Inc., à Gulfport (Mississippi). Il a été arrêté le 9 décembre 1993 et mis à l'eau le 20 avril 1995. Il a été livré à l'United States Navy le 11 juin 1996 sous le nom de RV Roger Revelle (T-AGOR-24), un navire de recherche océanographique de classe Thomas G. Thompson.

## Sister ships
Le Roger Revelle et trois autres navires de recherche ont tous été construits sur le même modèle de base.
Les trois navires sœurs sont :
- le RV Thomas G. Thompson (T-AGOR-23) (Université de Washington),
- le RV Atlantis (AGOR-25) (Woods Hole Oceanographic Institution),
- le NOAAS Ronald H. Brown (R 104) (National Oceanic and Atmospheric Administration).

### Note et référence
- (en) Cet article est partiellement ou en totalité issu de l’article de Wikipédia en anglais intitulé « RV Roger Revelle (AGOR-24) » (voir la liste des auteurs).